# 152mm houfnice M1943 (D-1)
152 mm houfnice M1943 (D-1) je sovětská houfnice ráže 152,4 mm z období druhé světové války. Zbraň byla vyvinuta konstrukční kanceláří vedenou F. F. Petrovem v letech 1942 a 1943 na základě lafety 122mm houfnice vzor 1938 (M-30) a využívající hlaveň 152mm houfnice M1938 (M-10). Výkonná a mobilní D-1 se svou širokou nabídkou munice výrazně zvýšila palebnou sílu a průlomové schopnosti tankových a motorostřeleckých skupin Rudé armády. Před koncem druhé světové války bylo vyrobeno několik stovek houfnic D-1.
Po druhé světové válce D-1 se účastnila bojů v četných konfliktech druhé poloviny 20. století. Dlouhá operační historie houfnic D-1 v národních armádách mnoha zemí svědčí o jejich kvalitách; zbraň stále zůstává ve službě v řadě postsovětských států a některých dalších zemích. D-1 je široce považována za cenný prvek sovětského dělostřelectva.